# Pleuni Touw

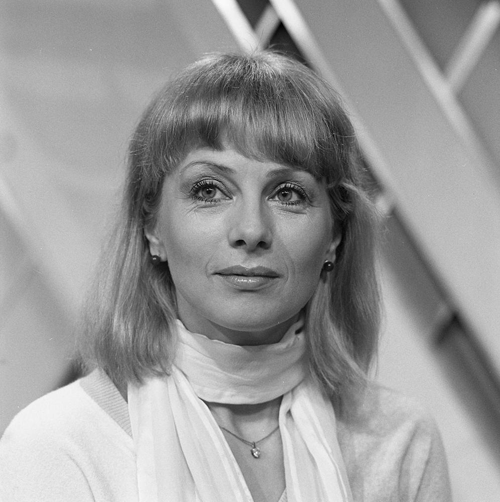
Pleuni Touw

Pleuni Touw (* 8. November 1938 in Bergen op Zoom) ist eine niederländische Theater-, Film- und Fernseh-Schauspielerin, die vor allem für ihre Rolle in der Miniserie De Stille Kracht von 1974 bekannt ist, in der sie die erste im niederländischen Fernsehen übertragene Spielfilm-Nacktszene spielte.

## Karriere
Ab 1962 wurde sie an der Theaterschule von Arnhem ausgebildet. Sie begann ihre ersten Comedy-Dreharbeiten 1968, kurz nachdem sie sich von ihrem ersten Ehemann Jaap Binnerts hat scheiden lassen. Sie spielte in einigen Theaterrollen und arbeitete mehrfach für den Medien-Tycoon Joop van den Ende.
1974 hatte sie eine der Hauptrollen in De Stille Kracht, einem Drama nach dem gleichnamigen Roman von Louis Couperus. Die Serie zeigte die erste im niederländischen Fernsehen ausgestrahlte Nacktszene eines Spielfilmes (allerdings war Phil Bloom bereits 1967 nackt bei einer Talkshow aufgetreten). Touw badete dabei nackt, während plötzlich von Betel rot gefärbte Spucke oder Blut auf ihrem Körper erschien. Die Szene wurde anschließend kontrovers bewertet, und beeinträchtigte Touw trotz der dadurch gewonnenen Bekanntheit, andere Rollen zu bekommen. 
Im Dezember 1975 heiratete sie den Sohn eines Geschäftsmanns und Schauspielerkollegen Hugo Metsers, der für seinen Auftritt im 1971 von Wim Verstappen gedrehten Erotikfilm Blue Movie bekannt wurde. In den 1980er Jahren arbeitete sie als Direktorin und baute ihre eigene Filmproduktionsfirma, BV Polona, auf. Sie wollte 1982 Howard Ashmans Musical Der kleine Horrorladen adaptieren und produzierte die niederländische Version von Edward Albees Theaterstück Wer hat Angst vor Virginia Woolf?.
Außerdem arbeitete sie als Model, z. B. 1986 auf dem Titelblatt der niederländischen Dezember-Ausgabe des Playboy. In den 1990er Jahren war sie aufgrund der reduzierten staatlichen Theaterzuschüsse inaktiv. Um den Jahrtausendwechsel hatte sie mit einer Produktion von Tschechows Die Möwe ein Comeback im Theater.
Touw spielte eine kleine Rolle im 2008 veröffentlichten Film Bride Flight und 2012 spielte sie eine der Hauptrollen in dem Drama Doctor Deen, in dem sie die geistig labile Mutter einer von Monique van de Ven gespielten Frau spielte. Im gleichen Jahr trat sie in der holländischen Adaption der amerikanischen Sitcom Golden Girls auf, die bei ihrer Erstausstrahlung am 25. August 2012 von 1,2 Millionen Zuschauern gesehen wurde.

## Film- und Fernsehauftritte

### Film
- 1975: Rufus
- 1975: Zwaarmoedige Verhalen voor bij de Centrale Verwarming
- 1977: Liebe macht erfinderisch (Het Debuut)
- 1979: Mijn Vriend
- 1980: Lieve Jongens
- 1981: Het Verboden Bacchanaal
- 1983: De Zwarte Ruiter
- 1993: De Tussentijd
- 1995: Filmpje!
- 2001: De Vriendschap
- 2004: De Dominee
- 2008: Bride Flight
- 2014: Stuk!

### Fernsehen
- 1963: Zingend in de wildernis
- 1965–1966: Vrouwtje Bezemsteel

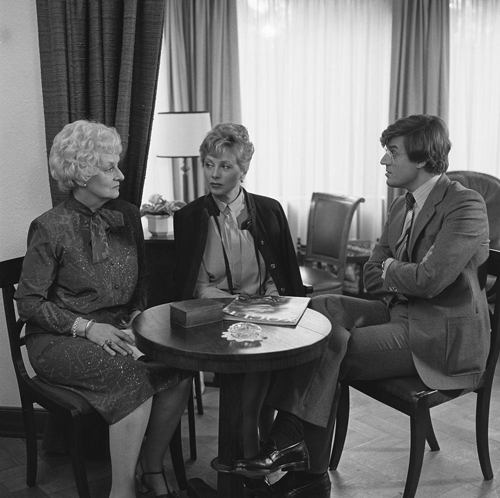
Andrea Domburg, Pleuni Touw u. Jeroen Krabbé in De Fabriek (1981)

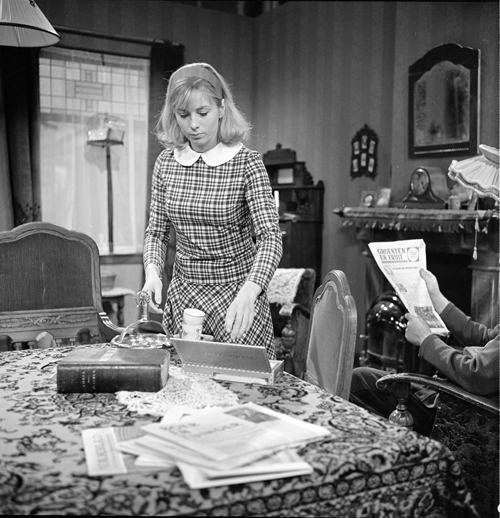
Pleuni Touw in De glazen stad (1968)

- 1968: Maigret en de Kabeljauwvissers
- 1968: Villa des roses
- 1968: De glazen stad
- 1974: De Stille Kracht
- 1981: De Fabriek
- 1993–1994: Diamant
- 2002: Gemeentebelangen
- 2009: Feine Freundinnen (Gooische Vrouwen)
- seit 2000: Dokter Deen
- seit 2012: Golden Girls